# Malacosoma
Malacosoma is een geslacht van vlinders uit de familie van de spinners (Lasiocampidae) en de onderfamilie Lasiocampinae.

## Soorten
- M. alpicola Staudinger, 1870
- M. americana (Fabricius, 1793)
- M. americanum Fabricius, 1793
- M. autumnaria Yang, 1978
- M. betula Hou, 1980
- M. californica (Packard, 1864)
- M. californicum Packard, 1864
- M. castrense (Linnaeus, 1758) - heideringelrups
- M. constricta Edwards, 1874
- M. dentata Mell, 1939
- M. disstria Hübner, 1820
- M. flavomarginata (Poujade, 1886)
- M. franconica (Denis & Schiffermüller, 1775)
- M. incurva (Edwards, 1882)
- M. indica (Walker, 1855)
- M. insignis De Lajonquière, 1972
- M. kirghisica (Staudinger, 1879)
- M. laurae Lajonquiere, 1977
- M. liupa Hou, 1970
- M. luteus (Oberthür, 1878)
- M. neustria Linnaeus, 1758 - ringelrups
- M. parallela (Staudinger, 1887)
- M. rectifascia De Lajonquière, 1972
- M. robertsi De Lajonquière, 1972
- M. thianshanica Daniel, 1949
- M. tigris Dyar, 1902
- M. vulpes (Hampson, 1900)